# 桶川郵便局
桶川郵便局（おけがわゆうびんきょく）は埼玉県桶川市にある郵便局。民営化前の分類では集配普通郵便局であった。

## 概要
住所：〒363-8799 埼玉県桶川市若宮1-6-30

### 併設施設
- ゆうちょ銀行桶川店（さいたま支店桶川出張所）：取扱店番号030320

## 沿革
- 1872年8月4日（明治5年7月1日） - 桶川郵便取扱所として開設[1]。
- 1873年（明治6年） - 桶川郵便役所となる[1]。
- 1875年（明治8年）1月1日 - 桶川郵便局（四等）となる[1]。
- 1885年（明治18年） - 貯金取扱を開始[1]。
- 1890年（明治23年）7月16日 - 為替取扱を開始[1]。
- 1957年（昭和32年）1月17日 - 川田谷郵便局から電話交換事務の取扱を移管[2]。
- 1964年（昭和39年）4月29日 - 電話交換、和文電報配達、欧文電報受付・配達および国際電報受付・配達の各事務を上尾電報電話局に移管。
- 1967年（昭和42年）3月27日 - 特定郵便局から普通郵便局に局種別改定。
- 1995年（平成7年）9月18日 - 桶川市寿一丁目から同市若宮一丁目に移転。
- 1999年（平成11年） - 外国通貨の両替および旅行小切手の売買に関する業務取扱を開始。
- 2007年（平成19年）10月1日 - 民営化に伴い、併設された郵便事業桶川支店、ゆうちょ銀行桶川店に一部業務を移管。
- 2012年（平成24年）10月1日 - 日本郵便株式会社発足に伴い、郵便事業桶川支店を桶川郵便局に統合。

## 取扱内容

### 桶川郵便局
- 郵便、印紙、ゆうパック、内容証明
- 生命保険、バイク自賠責保険、自動車保険
- 桶川市内の集配業務
- ゆうゆう窓口

### ゆうちょ銀行桶川店
- 貯金、貸付、為替、振替、振込、国際送金、外貨両替、国債、投資信託、変額年金保険
- ATM

## 周辺
- パトリア桶川店
- 桶川市民ホール・さいたま文学館

## アクセス
- JR高崎線 桶川駅（西口）から徒歩約10分
- 東武バス 若宮一丁目停留所もしくは泉一丁目停留所下車
- 圏央道 川島ICから東へ約10km
- 駐車場あり：31台